# Google Arts & Culture

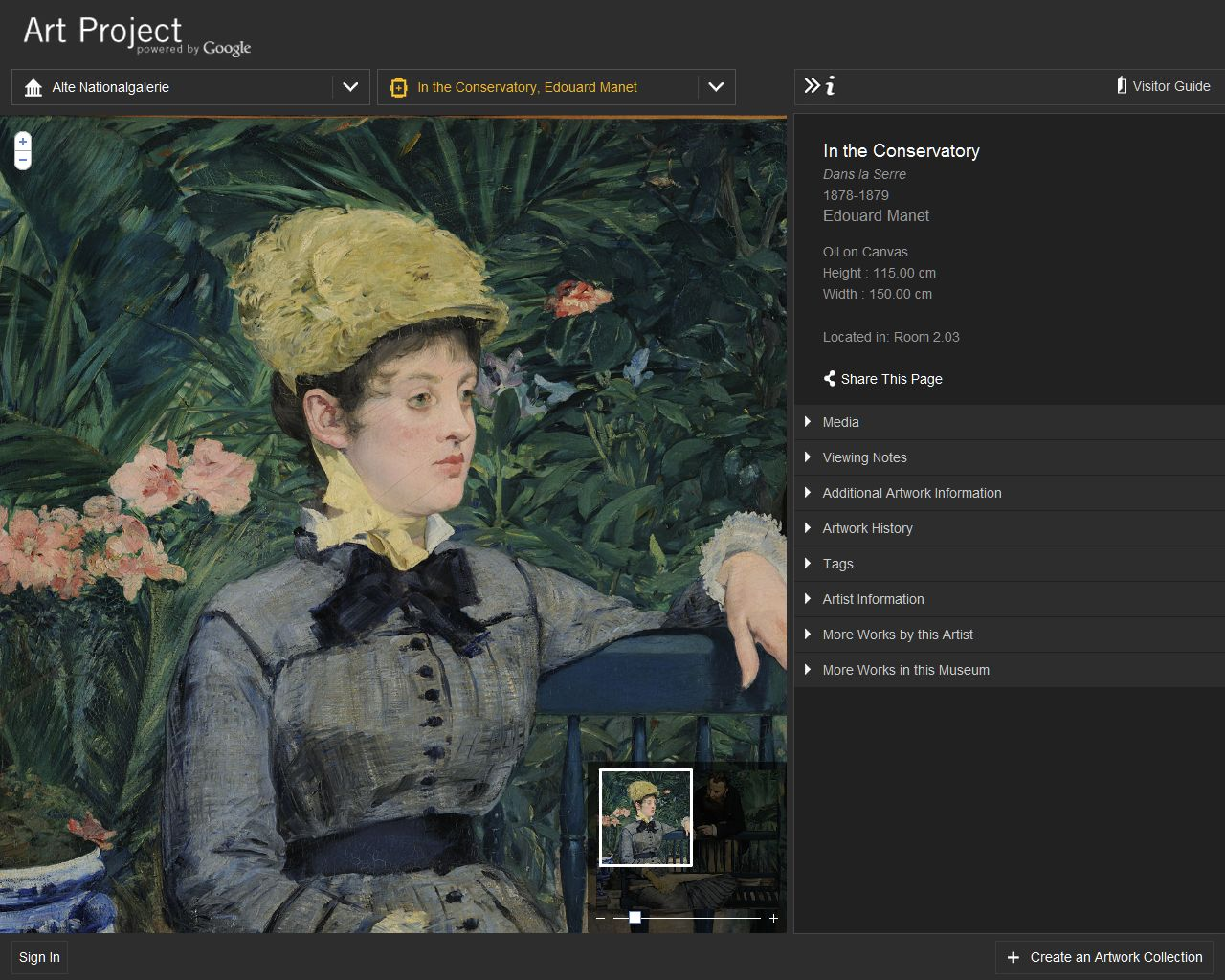
Snímek obrazovky z platformy Google Arts & Culture

Google Arts & Culture (dříve Google Art Project) je on-line platforma, díky které si lze zdarma prohlédnout umělecká díla, která byla vyfocena partnerskými muzei a galeriemi. Projekt byl zahájen 1. února 2011 Googlem ve spolupráci se 17 mezinárodními partnery, včetně Tate Gallery v Londýně, Metropolitním muzeem umění v New Yorku a galerií Uffizi ve Florencii.
Platforma umožňuje uživatelům procházku partnerskými institucemi, prozkoumat exponáty a sestavovat své vlastní virtuální sbírky. Funkce procházky po galerii využívá technologie Google Street View.
Obrázky mnoha uměleckých děl byly reprodukovány s velmi vysokou kvalitou; každý partner projektu musí mít své obrazy zachyceny alespoň s kvalitou jednoho gigapixelu (více než 1 miliarda pixelů).